# Кікоть Антоніна Андріївна
Кікоть Антоніна Андріївна (нар. 13 квітня 1956, Артем, Приморський край, РРФСР) — українська театрознавиця, педагог, доктор культурології (2010), професор (2015), лауреатка премії з театрознавства Національної Спілки театральних діячів України (2010), професор кафедри майстерності актора Харківської державної академії культури.

## Біографія
Народилася 13 квітня 1956 року в місті Артем Приморського краю РРФСР. Закінчила Харківський державний інститут культури у 1978 році (клас професора С. Гордєєва). Почала працювати у Будинку культури працівників зв'язку у Харкові. У 1980—1982 роках працювала на посаді викладача у Харківському культурно-освітньому училищі, а від 1982 року почала викладати в Харківському інституті культури. Навчалася в аспірантурі (з відривом від виробництва) Київського державного інституту культури у 1985—1991 роках.
У 1992 році захистила дисертацію за темою «Художньо-масова діяльність як засіб розвитку творчих здібностей молодших школярів» та отримала науковий ступінь кандидата педагогічних наук. З 1993 року почала працювати на кафедрі режисури ХДАК. Навчалася в докторантурі з 2007 року, після захисту дисертації «Костюм в українській культурі: гендерні репрезентації» (науковий консультант — професор М. В. Дяченко), здобула науковий ступінь доктора культурології. У 2015 році одержала вчене звання професора. З 2016 року обіймає посаду завідувача кафедри майстерності актора. Викладає дисципліни: «Історія костюма», «Сучасний сценічний костюм», «Театральне мистецтво у науково-дослідницькій діяльності», «Магістерський семінар». Здійснює керівництво кваліфікаційними роботами магістрів, здобувачів, аспірантів. Під науковим керівництвом А. А. Кікоть захищено 3 кандидатські дисертації. Член спеціалізованої вченої ради із захисту дисертацій у Харківській державній академії культури.
Наукова діяльність пов'язана з дослідженням структури та функцій костюму, його семіотики, сучасних тенденцій моди. У 2006 році А. А. Кікоть закінчила програму науково-дослідницького стажування у Центрально-Європейському університеті в Будапешті. В цей час вона брала участь у наукових дискусіях з мистецтвознавцями з Болгарії, Канади, Іраку та інших країн, у зйомках кінострічки Майкла Роуза «Вознесіння». Крім того, ознайомилася з викладацькими практиками у Центрі мистецтв ЦЄУ, здійснила дослідницький проєкт про роль жінки в українській культурі. У 2009 році брала участь у міжнародному семінарі «Філософія мас-медіа: новий погляд», у межах якого здійснила репрезентацію монографії «Семіозис українського костюма: гендерні репрезентації».
Багато років А. А. Кікоть була членом редколегії наукового журналу «Міжнародний вісник: Культурологія. Філологія. Музикознавство» Національної академії керівних кадрів культури і мистецтв (Київ), Мультидисциплінарного Міжнародного наукового журналу «Інтернаука», розділ «Культурологія».
Науковиця ― лауреат премії Національної спілки театральних діячів України у сфері театрознавства та театральної критики у 2010 році. Член Національної спілки театральних діячів України.

## Основні праці
- Кікоть А. А. Відображення образу жінки-берегині в українському національному костюмі / А. А. Кікоть // Культура України. — Харків: ХДАК, 2002. — Вип. 9 : Мистецтвознавство. — С. 274—284.

- Історія костюма : конспект лекцій / Харків. держ. акад. культури, Каф. режисури ; [уклад. А. А. Кікоть]. — Харків: ХДАК, 2003. — 62 с.
- Кікоть А. А. Образи міської моди в гендерному аспекті / А. А. Кікоть // Українська культура: минуле, сучасне, шляхи розвитку. — Рівне, 2009. — Т. 2, вип. 15. — С. 190—195.

- Кікоть А. А. Семіозис українського костюма: гендерні репрезентації: монографія / А. А. Кікоть. ― Харків: ХДАК, 2010. ― 300 с.
- Кікоть А. А. Визначення поняття і форми костюма в контексті особистості / А. А. Кікоть // Вісник Харківської державної академії дизайну і мистецтв. Серія: Мистецтвознавство: [зб. наук. пр.]. — Харків: ХДАДМ, 2012. — № 15. — С. 130—133.
- Кікоть А. А. Костюмна репрезентація літніх людей в соціокультурному контексті України / А. А. Кікоть // Міжнародний вісник. Культурологія. Філологія. Музикознавство: [зб. наук. пр.] / М-во культури України, Нац. акад. кер. кадрів культури і мистецтв, Одес. нац. муз. акад. ім. А. В. Нежданової. — Київ : Міленіум, 2013. — Вип. 1(1). — С. 23–28.

- Кікоть А. А. Функціонування костюма в сучасному соціокультурному просторі / А. А. Кікоть / Актуальні проблеми історії, теорії та практики художньої культури : зб. наук. пр. / Нац. акад. кер. кадрів культури і мистецтв. — Київ : Міленіум, 2013. — Вип. XXX. — С. 81–87.
- Кікоть А. А. Конструювання ідентичності в костюмних сценаріях // Культура України : зб. наук. пр. / Харків. держ. акад. культури ; відп. ред. В. М. Шейко. — Харків : ХДАК, 2013. — Вип. 43. — С. 41–48.
- Кікоть А. А. Театралізація костюма на сцені й у житті / А. А. Кікоть / Культура України : зб. наук. пр. / Харків. держ. акад. культури ; відп. ред. В. М. Шейко. — Харків : ХДАК, 2014. — Вип. 44. — С. 165—173.
- Кікоть А. А. Кошачевський Семен Самійлович : [актор, педагог] / А. А. Кікоть // Енциклопедія Сучасної України / Нац. акад. наук України, Наук. т-во ім. Шевченка, Ін-т енцикл. дослідж. Нац. акад. наук України ; голов. редкол. XV т.: Дзюба І. М. (співголова) та ін. — Київ, 2014. — Т. 15 : «Кот-Куз». — С. 93.
- Кікоть А. А. Крос-дресінг театрального костюма ренесансної доби / А. А. Кікоть / Культура України : зб. наук. пр. / Харків. держ. акад. культури ; відп. ред. В. М. Шейко. — Харків: ХДАК, 2017. — Вип. 55. — С. 90–99.
- Кікоть А. А. Костюм на гендерному дисплеї в історичній ретроспекції / А. А. Кікоть / Культура України : зб. наук. пр. / Харків. держ. акад. культури ; відп. ред. В. М. Шейко. — Харків : ХДАК, 2018. — Вип. 61. — С. 25–36.
- Кікоть А. Костюм як дизайнерська практика в сучасному сценічному мистецтві / А. Кікоть // Культурні та мистецькі студії ХХІ століття : науково-практичне партнерство : матеріали міжнар. симп., присвяч. 50-річчю Нац. акад. кер. кадрів культури і мистецтв, 6 черв. 2019 р. / М-во культури України, Нац. акад. кер. кадрів культури і мистецтв. — Київ, 2019. — C. 189—190.
- Кікоть А. А. Мистецтво театрального костюма у створенні художнього образу вистави / Кікоть А. А. // Стратегія розвитку професійної підготовки та естетичного виховання майбутніх акторів і дизайнерів у третьому тисячолітті. — Запоріжжя, 2020. — С. 11–13.
- Кікоть А. Український костюм у контексті формування національної ідентичності / А. Кікоть // Українська культура : минуле, сучасне, шляхи розвитку. Напрям : культурологія : зб. наук. пр. / М-во освіти і науки України, Рівнен. держ. гуманітар. ун-т, Ін-т культурології Нац. акад. мистецтв України ; за заг. ред. В. Г. Виткалова. — Рівне : РДГУ, 2023. — Вип. 45. — С. 145—151.